# Linia Gustawa
Linia Gustawa – linia niemieckich fortyfikacji we Włoszech, w 1944 zdobyta przez wojska alianckie, w tym przez wojska polskie. 
Lina Gustawa rozciągała się wzdłuż rzek: Garigliano, Rapido, Sangro na długości 130 km. Kluczowymi pozycjami obronnymi wojsk niemieckich były wzgórza: Monte Cassino, Monte Cairo, San Angelo i Passo Corno.
Została przełamana przez aliantów 17–18 maja 1944 pod Monte Cassino. W walkach wziął udział 2 Korpus Polski. 
Aby nakręcić propagandowy film o zdobyciu linii Gustawa, pod pretekstem przeprowadzenia dezynsekcji, ciężarówkami 8 Armii wywieziono wszystkich mieszkańców z miasta Castelnuovo al Volturno. Następnie, część żołnierzy przebrano w mundury niemieckie. Aby pokazać siłę alianckich wojsk i realizm walk miasto w wyniku ostrzału artyleryjskiego w tym czołgów i moździerzy oraz ataków lotniczych zostało zrównane z ziemią. Amerykańscy operatorzy sfilmowali wszystko tak, aby wyglądało jak prawdziwa bitwa. Za obrócenie miasta w gruzy dla potrzeb nagrania propagandowego filmu, Włosi nie otrzymali od rządu USA żadnego odszkodowania.